# Casa Schminke

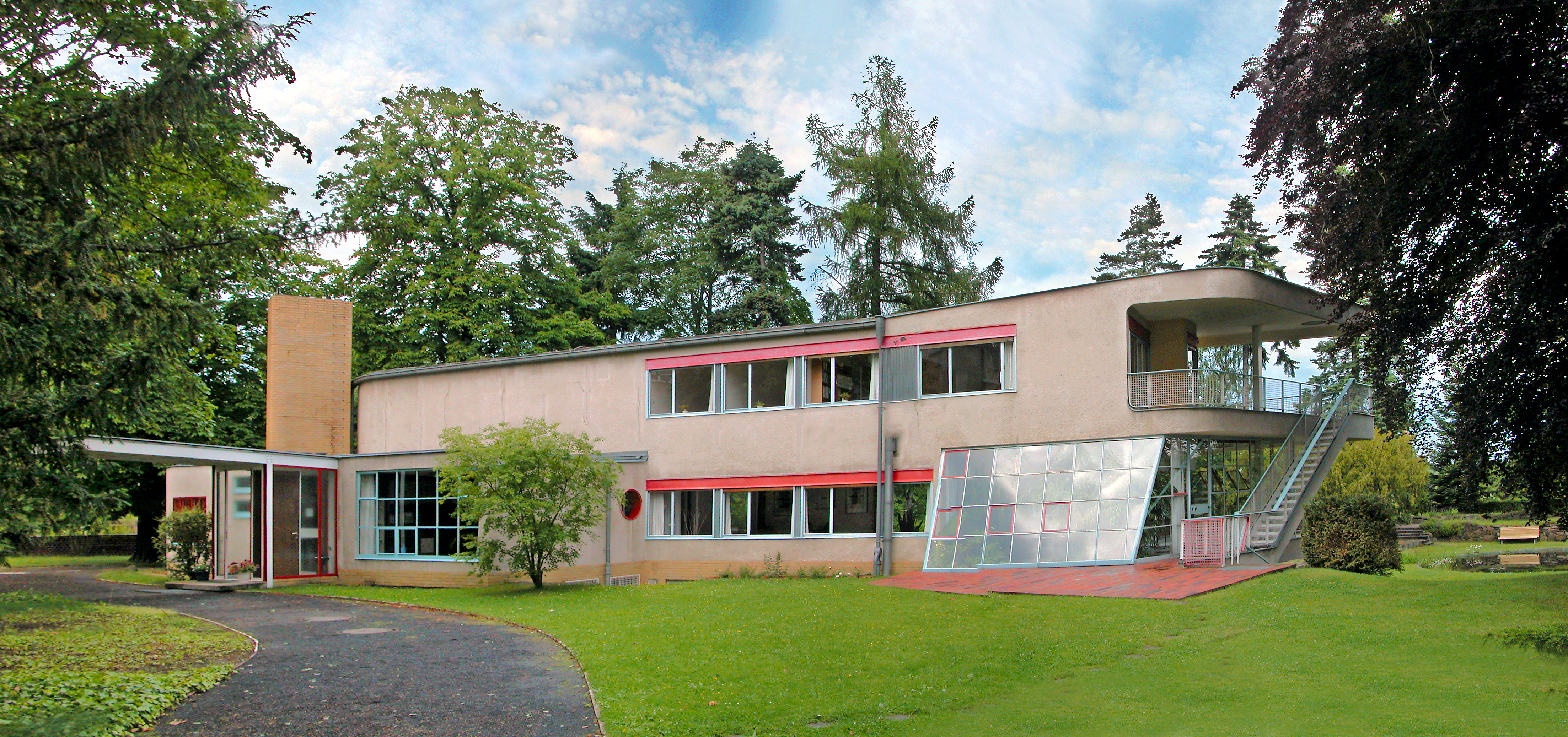
La facciata sud, rivolta verso la strada

La casa Schminke (in tedesco Haus Schminke) è una villa sita alla periferia della città tedesca di Löbau.
Costruita dal 1930 al 1933 in stile organico, rappresenta l'opera più nota fra quelle progettate da Hans Scharoun prima della seconda guerra mondiale; si tratta altresì di una delle opere architettoniche più rilevanti realizzate nella Repubblica di Weimar, paragonabile per importanza alla Villa Savoye di Le Corbusier o alla Villa Tugendhat di Ludwig Mies van der Rohe.
Attualmente la casa è adibita a museo ed è visitabile.

## Storia
La villa fu progettata da Hans Scharoun su incarico dell'industriale Fritz Schminke, che possedeva un terreno alla periferia di Löbau.
La costruzione iniziò nel 1930 e, dopo alcune interruzioni dovute alla crisi economica, fu compiuta nel 1933.

## Caratteristiche
La villa, di forma vagamente rettangolare molto allungata, si sviluppa da ovest a est, con la facciata nord che si affaccia sul giardino e la facciata sud rivolta verso la strada.
La costruzione, avente struttura portante in acciaio, conta due piani: quello inferiore ospita la zona giorno, quello superiore le camere da letto.
La pianta è disegnata secondo una griglia ortogonale, alla quale si sovrappone una griglia secondaria ruotata di 30°, lungo la quale sono orientati la scala interna, la terrazza e alcune pareti. L'interazione fra queste due griglie crea effetti di dinamismo e fluidità nello spazio interno, secondo un principio tipico dell'architettura organica e particolarmente sviluppato nelle opere di Scharoun. Ulteriore dinamismo è dato dalla non perfetta corrispondenza fra le stanze dei due piani e dalla presenza di spazi a doppia altezza.